# Municipio de Caddo (Arkansas)
El municipio de Caddo (en inglés: Caddo Township) es un municipio ubicado en el condado de Clark en el estado estadounidense de Arkansas. En el año 2010 tenía una población de 22995 habitantes y una densidad poblacional de 10,06 personas por km².

## Geografía
El municipio de Caddo se encuentra ubicado en las coordenadas 34°3′12″N 93°10′34″O / 34.05333, -93.17611. Según la Oficina del Censo de los Estados Unidos, el municipio tiene una superficie total de 2286.52 km², de la cual 2243.11 km² corresponden a tierra firme y (1.9%) 43.4 km² es agua.

## Demografía
Según el censo de 2010, había 22995 personas residiendo en el municipio de Caddo. La densidad de población era de 10,06 hab./km². De los 22995 habitantes, el municipio de Caddo estaba compuesto por el 71.83% blancos, el 23.54% eran afroamericanos, el 0.43% eran amerindios, el 0.52% eran asiáticos, el 0.02% eran isleños del Pacífico, el 2.16% eran de otras razas y el 1.5% pertenecían a dos o más razas. Del total de la población el 4.03% eran hispanos o latinos de cualquier raza.